# Євтушенко Євген Вікторович
Євге́н Ві́кторович Євтуше́нко (*29 липня 1962, В'язове Ташлинський район, Оренбурзька область Росії) — російський економіст. Доктор економічних наук (2006).

## Біографічні дані
1984 року закінчив економічний факультет Уфимського нафтового інституту (фах «Економіка й організація нафтової та газової промисловості»).
У січні 2006 року захистив докторську дисертацію «Формування концепції та механізмів реструктуризації підприємств нафтопереробного та нафтохімічного профілю».
У листопаді 2006 року призначено міністром економічного розвитку Республіки Башкортостан.